# Michel Campo
Michel Campo, conosciuto con il nome Mike (Lerida, ...), è un allenatore di calcio ed ex calciatore spagnolo, di ruolo difensore e attaccante.

## Carriera
Dopo aver giocato in Francia, Campo nel 1952 emigrò in Canada. Nel 1959 con il Montréal Cantalia vince la stagione regolare della NSL 1959, perdendo però la finale playoff per il titolo.
Nel 1960 si trasferisce negli Stati Uniti d'America per giocare negli Ukrainian Nationals, con cui vince l'American Soccer League 1960-1961 e la National Challenge Cup 1961.
Successivamente torna al Cantalia, con cui giunge alla finale della ECPSL 1963, e poi milita nell'Italica, nei Kickers, Hungaria e St.Viateur, sempre nella città di Montréal.
Nella stagione 1966 svolge il ruolo di allenatore-giocatore dell'International di Montréal, chiudendo il campionato al quarto ed ultimo posto con sole tre vittorie, sei pareggi e quindici sconfitte.
Nella stagione 1971 si unisce al neonato Montréal Olympique, franchigia della Northern American Soccer League. Pur essendo nella rosa della squadra, svolge anche il ruolo di assistente dell'allenatore italiano Renato Tofani, che sostituirà alla guida dell'Olympique a partire dal maggio dello stesso anno. Lo stesso Campo verrà sostituito alla guida della squadra a fine luglio dall'italiano Sebastiano Buzzin
La franchigia del Québec giungerà al quarto ed ultimo posto della Northern Division.

## Palmarès
- American Soccer League: 1

Ukrainian Nationals: 1960-1961
- National Challenge Cup: 1

Ukrainian Nationals: 1961